# Grillska gården
För byggnader benämnda Grillska huset, se Grillska huset (olika betydelser). Se även Grillska gården, Örebro

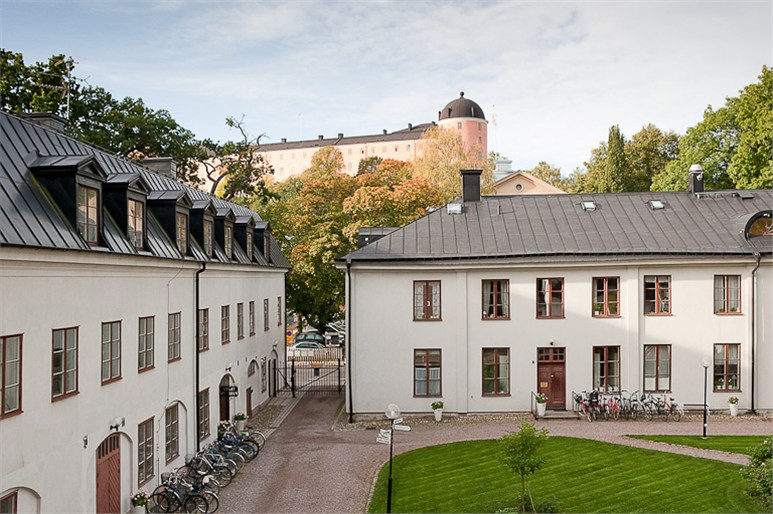
Grillska gården med den gamla stallbyggnaden (t.v.) och huvudbyggnaden (t.h.) 2010. Uppsala slott i bakgrunden.

Grillska gården är den enda bevarade stadsgården i Uppsala och uppfördes under senare delen av 1700-talet. Gården har en lång historia med många välkända personer som ägare. Gården ligger längs med Trädgårdsgatan och Slottsgränd i kvarteret Munken.

## Bakgrund
I äldre tider var det vanligt att en storgodsägare hade en fastighet också i huvudstaden, ibland dessutom en i närmaste landsortsstad. Man behövde någonstans att ta in ståndsmässigt med sina stora följen under resor och stadsbesök. Under 1600- och 1700-talen hade ägarna till de stora bruken i norra Uppland dylika gårdar i Uppsala, som de kunde använda både vid särskilda besök i universitetsstaden eller vid resor mellan bruken och Stockholm.
Den första s.k. bruksgården i Uppsala anlades i mitten av 1600-talet - alltså i samband med den stora uppbyggnaden av den uppländska järnhanteringen - i kvarteret Fågelsången av Louis De Geer, ägare till Leufsta, Österby och Gimo bruk. En av de mest kända bruksgårdarna var den som hovmarskalken Charles de Geer på Leufsta lät bygga i slutet av 1760-talet i hörnet Kungsgatan-Smedsgränd och som låg kvar ännu i början av 1950-talet. I dag står endast en av de gamla bruksgårdarna kvar i Uppsala, nämligen Grillska gården i kvarteret Munken.

## Historia

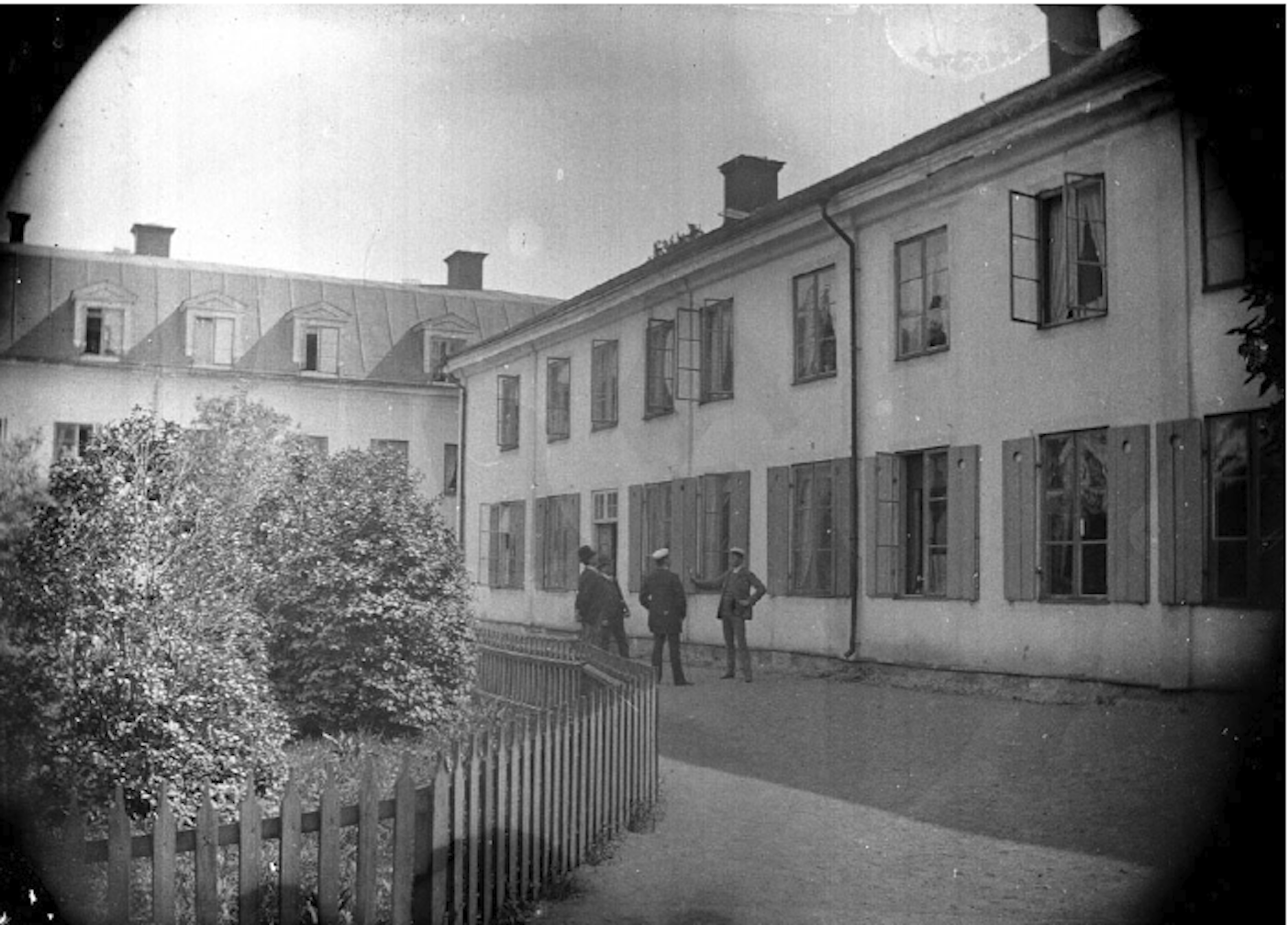
Grillska gården, omkring 1900

Grillska gården började byggas 1766. Den stora stadsbranden 1702, hade orsakat stor skada på bebyggelsen i kvarteret Munken. År 1770 stod Grillska gården klar. Byggherrar var medlemmar av familjen Grill, det är osäkert exakt vem, dåvarande ägare till Söderfors och Österby bruk i Uppland och Iggesunds bruk i Hälsingland och ägare till handelshuset Grill i Stockholm. Möjligen påbörjades byggnadsarbetena av Claes Grill. Denne avled 1767. Både hans fru, Anna Johanna Grill (I), och sonen Adolf Ulric Grill utökade fastigheterna i Söderfors och Stockholm efter Claes Grills död, varför det inte är otroligt att anta att även någon av dem kan ha varit initiativtagare till Grillska gården i Uppsala. Familjen Grill rörde sig ofta mellan stadspalatset i Stockholm - Torstensonska palatset - och bruken i norduppland och Hälsingland. Ett stopp med övernattning i Uppsala var därför en nödvändighet halvvägs till bruken. 
Familjen Grill ägde gården till en bit in på 1790-talet. Bland ägarna under slutet av 1700-talet och under 1800-talets förra hälft märks flera höga och mycket framstående ämbetsmän, bl.a. riksrådet Emanuel de Geer, universitetets rektor, häradshövdingen och bruksdisponenten Gustaf Östberg, professor Eric Michael Fant, landssekreteraren lagman Johan Adolph Carlsson och universitetets ritmästare, hovmålare professor Johan Way.

## Gårdsanläggningen

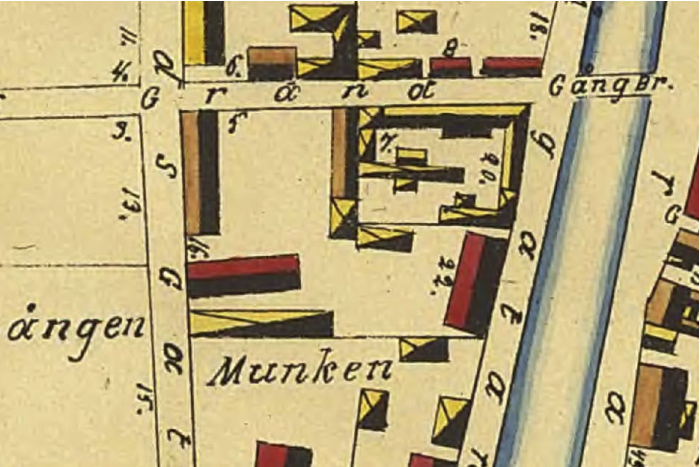
Stadskarta från 1882

Den gårdsanläggning som tillkom i slutet av 1760-talet och som i huvudsak stod oförändrad några decennier in på 1800-talet upptog redan från början den tomtyta, som i dag sträcker sig från hörnet av Trädgårdsgatan-Slottsgränd genom kvarteret fram till Västra ågatan. Medan den del av tomten som ligger närmast Trädgårdsgatan upptogs av man- och fägårdar med bostads- och ekonomibebyggelse, utgjorde den östra delen, där det stora hyreshuset Olympen nu står, en stor trädgård.

## Den ursprungliga bebyggelsen
Bebyggelsen inom man- och fägårdarna utgjordes av fyra byggnader, av vilka de tre största är bevarade idag, om än delvis ombyggda: huvudbyggnad av trä längs Trädgårdsgatan, brygglänga av sten i nordost med gavel mot Slottsgränd och uthuslänga av sten med gavel mot Trädgårdsgatan samt bodlänga av trä i sydost bakom och parallellt med uthuslängan.

### Huvudbyggnaden

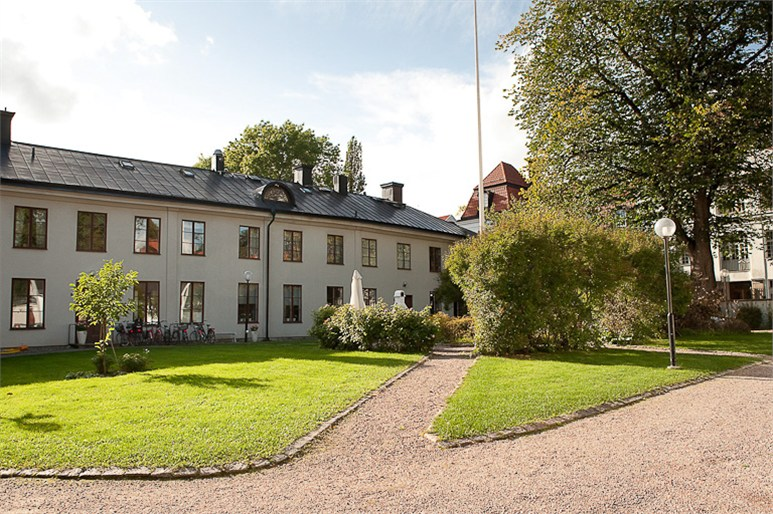
Huvudbyggnaden 2010

Huvudbyggnaden var från början något kortare än den är idag. Den uppfördes av liggande kraftigt timmer, som stod rödfärgat utvändigt. Yttertaket var liksom nu ett lagt plåtbelagt s.k. valmtak. Under takfoten löpte en gulmålad kälad trälist, ännu bevarad under den nuvarande putslisten. Bottenvåningens fönster var försedda med utvändiga luckor, och från gårdssidan ledde två ingångar in i huset. De ursprungliga entrédörrarna är alltjämt bevarade, även om ett av dörrparen senare flyttats.
Bottenvåningen med dess högre fönster var huvudvåning. Här låg också köket. Rummen fick en för sin tid mycket påkostad inredning med bl.a. s.k. helfranska dörrar och rikt dekorerade kakelugnar på träfot. I samband med den nu genomförda restaureringen har också rester av fransktillverkade tapeter från byggnadstiden påträffats. Av den ursprungliga snickeriinredningen finns betydande delar kvar, dessutom några av husets första kakelugnar.

### Brygghuset
Brygghuslängan med den nordöstra tomtgränsen och med ena gaveln mot Slottsgränd innehöll från början, förutom brygghus och bagarkammare, två kammare och ett kök.

### Stall- och fähuslängan
Uthus- och bostadslängan av sten i sydöst var från början endast en våning hög och inrymde två stall för 11 resp. 6 hästar, ett vagnshus med stora dubbla inkörsportar, ett fähus, ett svinhus och ett fårhus samt en vedbod och ett avträdeshus. Den ersattes senare av den nuvarande bodlängan av trä.

### Olympen byggs 1853

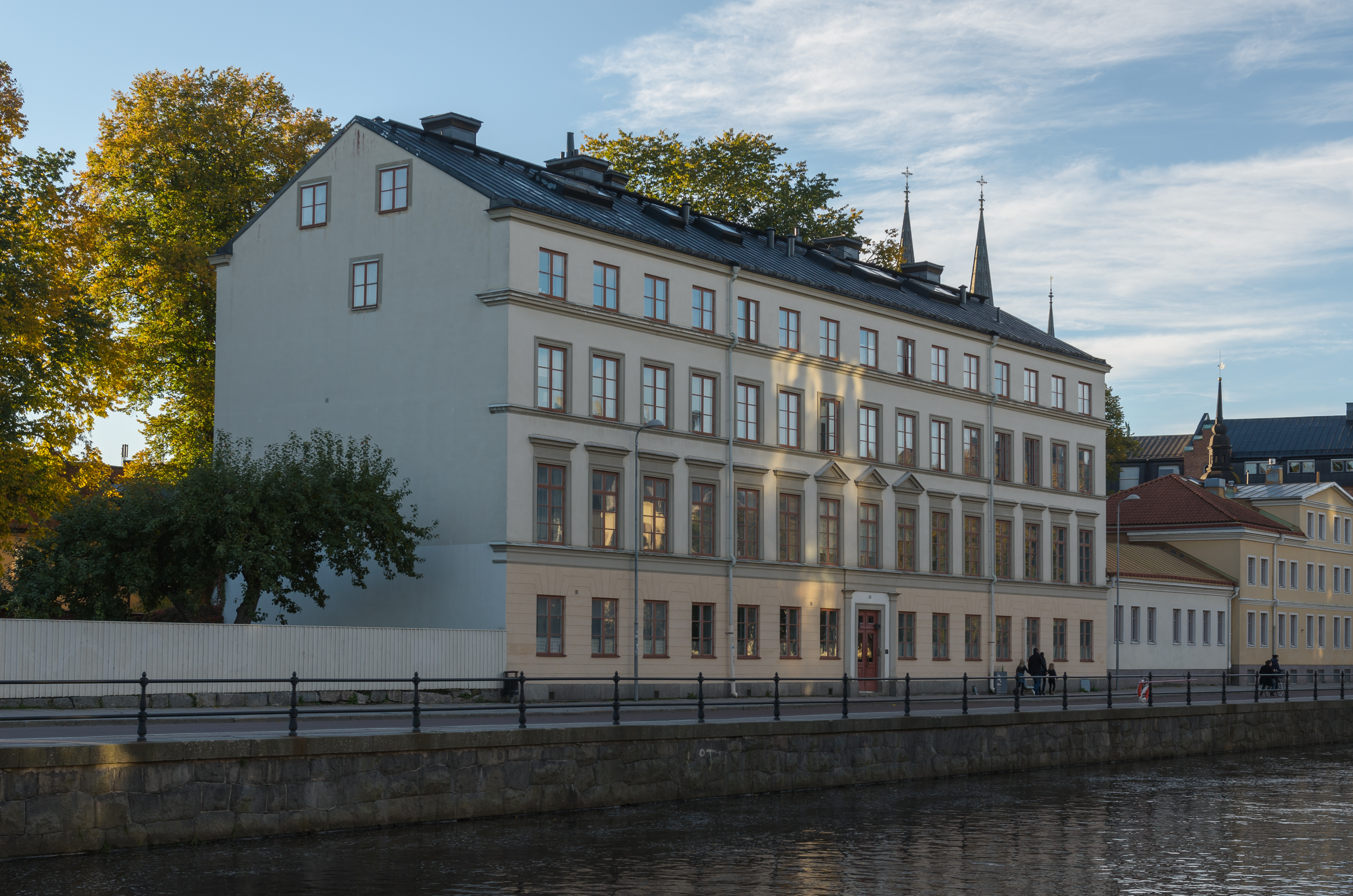
Olympens fasad mot Västra ågatan 2012.

Vid mitten av 1800-talet kom Grillska gården att till en del ändra karaktär. Stadens då mycket starka befolkningstillväxt och den begynnande övergången från ett agrart till ett industriellt samhälle började märkas. Den stora trädgården intill Västra ågatan togs i anspråk för nya hyreshus. Olympen med tillhörande brygghus- och uthuslänga i vinkel inne på gården stod färdiga 1853.

### Stall- och fähuslängan blir bostadshus
Strax efter det att Olympen byggdes påbyggdes och förändrades den stora stall- och fähuslängan till ett bostadshus. En annan större förändring inom den gamla Grillska fastigheten genomfördes 1861, då huvudbyggnaden längs Trädgårdsgatan förlängdes mot sydost och fasaderna reveterades. Samtidigt företogs vissa omdispositioner av det inre.

## Kulturhistoriskt värde
Trots senare förändringar har Grillska gården i allt väsentligt kvar sin ursprungliga grundkaraktär. Mangården med sin huvudbyggnad, sin därmed parallellställda brygghuslänga samt med den mellanliggande stora gårdsplanen representerar den öppna gårdstyp, som var utmärkande för de förnämsta och mest välbyggda bostadsgårdarna i 1600- och 1700-talens Uppsala, särskilt inom stadsdelen Fjärdingen väster om Fyrisån.
Grillska gården utgör alltså det enda bevarade exemplet på en typ av gårdsanläggning som bidragit till att ge Uppsala dess speciella karaktär, nämligen den herrgårdsliknande bostadsgården som kom att fungera både som uppehållsplats för ägarna till de norduppländska bruken och som bostad för några av stadens högsta ämbetsmän. Gården är förknippad med många ledande och välkända personligheter under 1700-talets senare del och 1800-talets första hälft. Fastighetens bebyggelse avspeglar också den utveckling som staden upplevde när det agrara livsmönstret började upplösas vid 1800-talets mitt.
Genom sin öppna planering bidrar Grillska gården också till att understryka Trädgårdsgatans hävdvunna karaktär av verklig trädgårdsgata med glest liggande hus och en rikedom av träd och annan grönska. Mot bakgrund härav måste Grillska gården tillmätas ett mycket stort kulturhistoriskt värde.

## Renovering på 1980-talet
Under början på 1980-talet fördes diskussioner om att riva Grillska gården då byggnaderna var i mycket dåligt skick och det allmänt inte ansågs ekonomiskt försvarbart att renovera dessa. 1984 beslutade representanter för dåvarande ägaren av fastigheten, Röda Korset, ändå att genomföra en omfattande renovering av gårdens större bostadshus. Nya lägenheter inreddes samtidigt som man försökte ta vara på byggnadernas kulturhistoriska värden. I samband med detta uppfördes även ett nytt gårdshus i underordnad stil mellan Olympen och stall- och fähuslängan som skulle förstärka gårdsbildningarna ytterligare.

## Idag

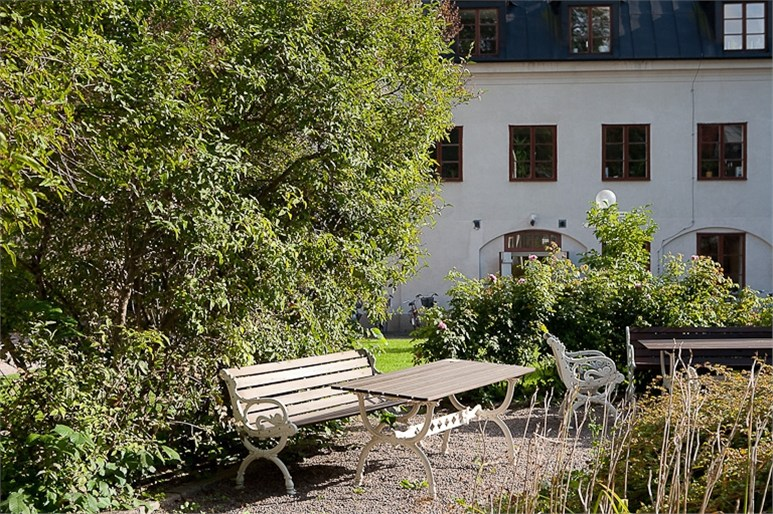
Gårdens centralt placerade syrénrundel med uteplats (2010)

Idag ägs och förvaltas huvudbyggnaden, stall- och fähuslängan, bodlängan samt de två gårdshusen av Bostadsrättsföreningen Grillska Gården. Brygghuset utgör numera en egen fastighet som fram till 2013 ägdes av Röda Korset och innehöll kontor. Idag ägs fastigheten av Newmaninstitutet. I stall- och fähuslängan har Röda Korset och Rädda Barnen mindre kontor och här finns även ett mindre café, "Träffpunkten", beläget. I övrigt utgörs gården i huvudsak av ett mindre antal exklusiva bostadsrättslägenheter med många historiska detaljer bevarade såsom bl.a. fullt fungerande kakelugnar.
Under 2012-2013 genomfördes omfattande renoveringar av bostadshusens trapphus. Upplandsmuseet tog fram två gestaltningsförslag som var inspirerade av tidstypiska detaljer från 1800-tal respektive 1700-tal, och där det senare valdes efter omröstning i föreningen.